# Mistrzostwa Świata Juniorek w Hokeju na Lodzie 2014
7. Mistrzostwa Świata Juniorek w Hokeju na Lodzie – edycja mistrzostw świata juniorek w hokeju na lodzie, zorganizowana w 2014 roku przez IIHF w węgierskim Budapeszcie. Turniej odbył się w dniach 23-30 marca 2014 roku.
Oto miejsca pozostałych rozgrywek:
- I Dywizja: Füssen, Niemcy
- I Dywizja - turniej kwalifikacyjny: Krynica-Zdrój, Polska

Tytuł obroniły zawodniczki Kanady, które pokonały w finalereprezentantki Stanów Zjednoczonych 5:1.

## Elita
| Lp.    | Drużyna           |
| ------ | ----------------- |
| złoto  | Kanada            |
| srebro | Stany Zjednoczone |
| brąż   | Czechy            |
| 4      | Rosja             |
| 5      | Finlandia         |
| 6      | Szwecja           |
| 7      | Japonia           |
| 8      | Węgry             |

W tej części mistrzostw uczestniczy najlepsze 8 drużyn na świecie. System rozgrywania meczów jest inny niż w niższych dywizjach.
Pierwsza runda grupowa odbywa się w dwóch grupach po cztery drużyny. Zwycięzca grupy awansuje do półfinałów. Zespoły z miejsc drugich i trzecich awansują do ćwierćfinałów, których zwycięzcy przechodzą do półfinałów. Drużyny które w fazie grupowej zajmą czwarte miejsce rozegrają między sobą mecze o utrzymanie. Drużyna, która dwukrotnie zwycięży pozostaje w elicie, natomiast przegrany spada do I dywizji. O zwycięstwie w turnieju zadecyduje finał w którym wystąpią zwycięzcy półfinałów.

## Pierwsza dywizja
| Lp. | Drużyna         |
| --- | --------------- |
| 1   | Szwajcaria      |
| 2   | Francja         |
| 3   | Niemcy          |
| 4   | Norwegia        |
| 5   | Słowacja        |
| 6   | Wielka Brytania |

Do mistrzostw pierwszej dywizji przystąpiło 6 zespołów, które walczyły w jednej grupie systemem każdy z każdym. Zwycięzca turnieju awansował do mistrzostw świata elity w 2014 roku, zaś najsłabsza drużyny spadnie do drugiej dywizji.
Mecze rozegrane zostaną w niemieckim mieście Füssen od 29 marca 2014 do 4 kwietnia 2014 roku.

## Turniej kwalifikacyjny pierwszej dywizji
| Lp. | Drużyna    |
| --- | ---------- |
| 1   | Austria    |
| 2   | Polska     |
| 3   | Chiny      |
| 4   | Włochy     |
| 5   | Kazachstan |

Do mistrzostw pierwszej dywizji kwalifikacyjnej przystąpiło 6 zespołów, które walczyły w jednej grupie systemem każdy z każdym. Zwycięzca turnieju i drużyna z drugiego miejsca awansowały do mistrzostw świata pierwszej dywizji, w której walczyły o awans do elity.
W turnieju wystąpią Polki, która zainaugurują swoje starty w Mistrzostwach Świata juniorek.
Mecze rozegrane zostaną w polskim mieście Krynica-Zdrój od 17 do 23 marca 2014 roku.